# مارسيل أنثون
مارسيل أنثون (مواليد 20 أكتوبر 1933) هو سبّاح بلجيكي، مثّل بلاده في الألعاب الأولمبية الصيفية 1952.

## روابط خارجية
مارسيل أنثون على موقع الاتحاد الدولي للسباحة (الإنجليزية)
- مارسيل أنثون على موقع أوليمبيديا (الإنجليزية)